# Фритая

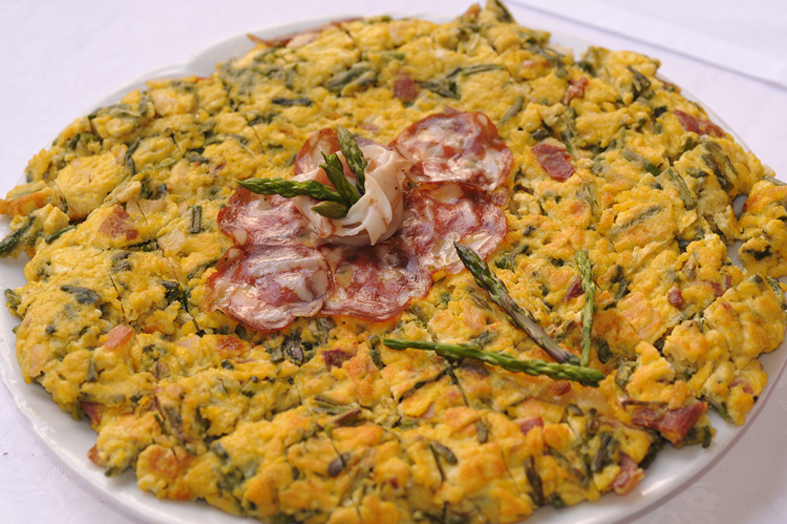
Фритая

Фритая (хорватська) або фрталья (словенська; омлет) є середземноморська хорватська та словенська страва. Обидва варіанти є поширеною їжою у Істрії та на північ від Трієсту у Брді та долині Соча. Вони частіше готуються навесні, так як у цей час є багато рослин та овочів таких як дика спаржа, дикий хміль, трави (фенхель, м'ята, та цикорій), помідори, молоде насіння часнику та спеції, які можна добавити у яйця. Також добавляють інші інгредієнти, такі як маленькі кусочки старого хлібу. Фритая готується багато разів протягом року з шинкою, грибами, сосисками, бекомно, білим або червеним віном. Кількість інгредієнтів ніколи не було точно визначено.
Хорватське та словенське назви пішли від венеційського слова фритая, що означає «піджарений».

## Варіанти
Схожа страва, також відома як фритая або фрталья, популярна у західній Словенії (Словенське Примор'я); тут також відомий спаржевий варіант, але добавляються інші трави.